# Pyjamasleken
Pyjamasleken var den svenska titeln på George Abbotts och Richard Bissells musikal The Pajama Game (i sin tur baserad på Bissells roman 7 ½ cents), som senare också blev film med samma namn. Musiken och sångtexterna skrevs av Richard Adler och Jerry Ross, dialogen och själva manuset av Abbott och Bissell.

## Musikalen
The Pajama Game hade urpremiär på Broadway den 13 maj 1954 och spelade därefter över 1 000 föreställningar innan den lades ned. Musikalen har haft nypremiär på Broadway 1973 och 2006 och har också satts upp i många andra städer och länder.
I Sverige sattes musikalen upp av Knäppupp AB och spelade på Knäppupps hemmascen Idéonteatern vid Brunkebergstorg i Stockholm den 23 december 1963-5 januari 1964 och därefter i Göteborg den 22 januari-23 februari 1964. För den svenska översättningen svarade Gösta Rybrant, Carl Gustaf Kruuse och Mille Schmidt stod för regin och Rolf Alexandersson skapade dekoren. Kapellmästare var Eskil Eckert-Lundin (Stockholm) och Lennart Fors (Göteborg). Den svenska ensemblen bestod av Britt Bern, Jonny Blanc, Guy de la Berg, Rune Ek, Carl-Axel Elfving, Kurt Espelund, Harriet Forssell, Per Grundén, Åke Grönberg, Bo Hederström, Lill Lindfors, Marianne Mohaupt, Susanne Sahlberg, Viveca Serlachius och Folke Udenius med flera.

## Filmatisering
År 1957 gjordes en filmversion i USA, i regi av George Abbott och Stanley Donen. Filmen gick upp i Sverige under samma titel som pjäsen.